# Петер Грюнберг
Петер Андреас Грюнберг (нім. Peter Andreas Grünberg; 18 травня 1939, Пльзень, нинішня Чехія — 9 квітня 2018, Юліх, Німеччина) — німецький фізик, що спеціалізувався у галузі фізики твердого тіла. Найвідомішим його відкриттям є ефект гігантського магнетоопору (ЕГМО), за яке його було удостоєно Нобелівської премії за 2007 рік (спільно з Альбером Фертом).

## Біографія
Батько Петера Грюнберга, конструктор локомотивів на заводі «Шкода» у Пльзені, помер у 1945 р. Мати, Петер та його сестра були депортовані з Чехословаччини, як й інші судетські німці. Після переселення у Німеччину Грюнберг мешкав із сім'єю у місті Лаутербах в федеральній землі Гессен. У 1959 р. він склав вступні іспити та почав навчання в університеті у місті Франкфурт-на-Майні. Починаючи з 1962 р. навчався у Дармштадтському технічному університеті. З 1966 по 1969 рр. Грюнберг проходив аспірантуру у професора Штефана Гюфнера на тему «Спектроскопічні дослідження деяких рідкісноземельних гранатів». Після захисту дисертації в 1969 р. отримав ступінь доктора філософії. Потім він провів 3 роки в Карлтонському університеті у Оттаві. З 1972 року працював науковим співробітником у Юліхському дослідницькому центрі. Захистив докторську дисертацію в університеті Кельна, де він із 1984 р. працював приват-доцентом, і з 1992 р. професором. З часу виходу пенсію у 2004 р. Грюнберг працює у ролі запрошеного вченого в дослідницькому центрі Юліха в інституті дослідження твердого тіла, у відділенні електронних властивостей.

## Роботи
Грюнберг був однім з перших, хто зайнявся дослідженням магнітних властивостей тонких плівок. Ця сфера досліджень вивчає спінові властивості матеріалів і називається спінтронікою. Результати досліджень дозволили створити нові, зменшені електронні прилади. У 1986 р. Грюнберг відкрив анти-феромагнітний взаємозв'язок в шарах заліза і хрома. Наприкінці 1987 р. Грюнберг відкрив, майже разом з Альбером Фертом, ефект гігантського магнетоопору, завдяки якому наприкінці 90-х років вдалося різко збільшити місткість накопичувачів на жорстких магнітних дисках. Принцип дії більшості головок записи/зчитування інформації станом на 2007 рік ґрунтувався на цьому ефекті. Оплата ліцензії за використання патентів (починаючи з патенту DE 3820475 «сенсори магнітного поля із тонким феромагнітним шаром» дата заявки 16 червня 1988) надходить на рахунок інституту у Юліху і складає двозначні мільйонні суми.

## Нагороди й звання
- 2006: Премія Вольфа з фізики
- 2006: Європейська винахідницька премія
- 2007: Нобелівська премія з фізики
- 2007: Премія Японії
- 2016: Орден Дружби (Китай)